# Bratunac
Bratunac (en serbe cyrillique : Братунац et en serbe en écriture cyrillique : Братунац) est une ville et une municipalité de Bosnie-Herzégovine située dans la république serbe de Bosnie. Selon les premiers résultats du recensement bosnien de 2013, la ville intra muros compte 8 359 habitants et municipalité 21 619.

## Géographie
Bratunac est située au nord-est de la Bosnie-Herzégovine et de la république serbe de Bosnie, au pied du mont Ludmer. La ville se trouve à 11 km de Srebrenica, à proximité de la Drina et de la frontière entre la Bosnie-Herzégovine et la Serbie.

## Histoire
Bratunac est mentionnée pour la première fois en 1381, comme un village situé sur une route menant de Bosnie en Serbie ; à cette époque, il comptait cinq maisons et trente habitants. La ville se développa économiquement à partir de 1886 avec le commerce du tabac. Un pont sur la Drina, reliant la Bosnie et la Serbie, a été construit en 1926. En 1927, Bratunac est devenu le siège d'une municipalité.

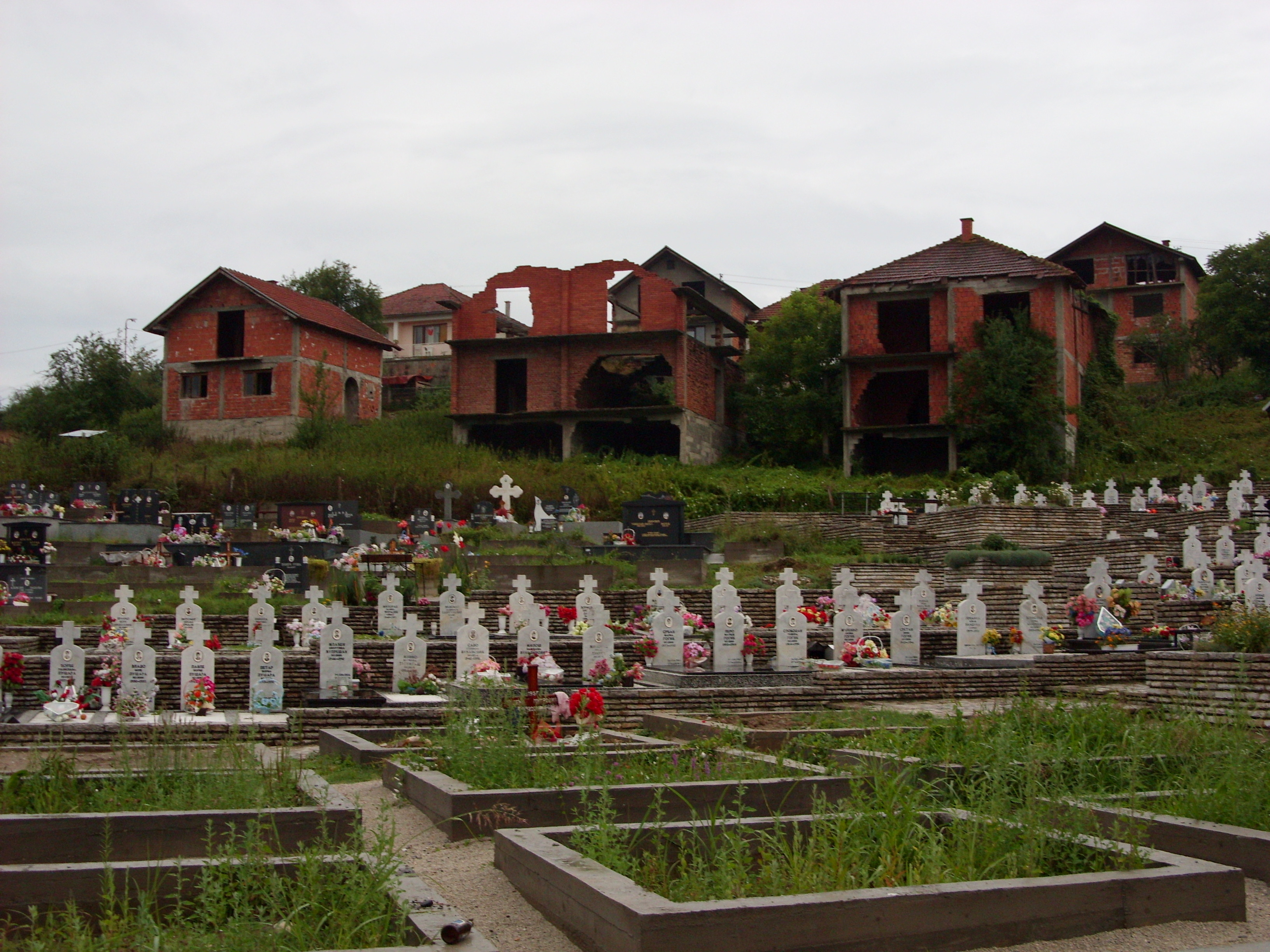
Cimetière serbe et maisons abandonnées à Bratunac

## Localités de la municipalité de Bratunac

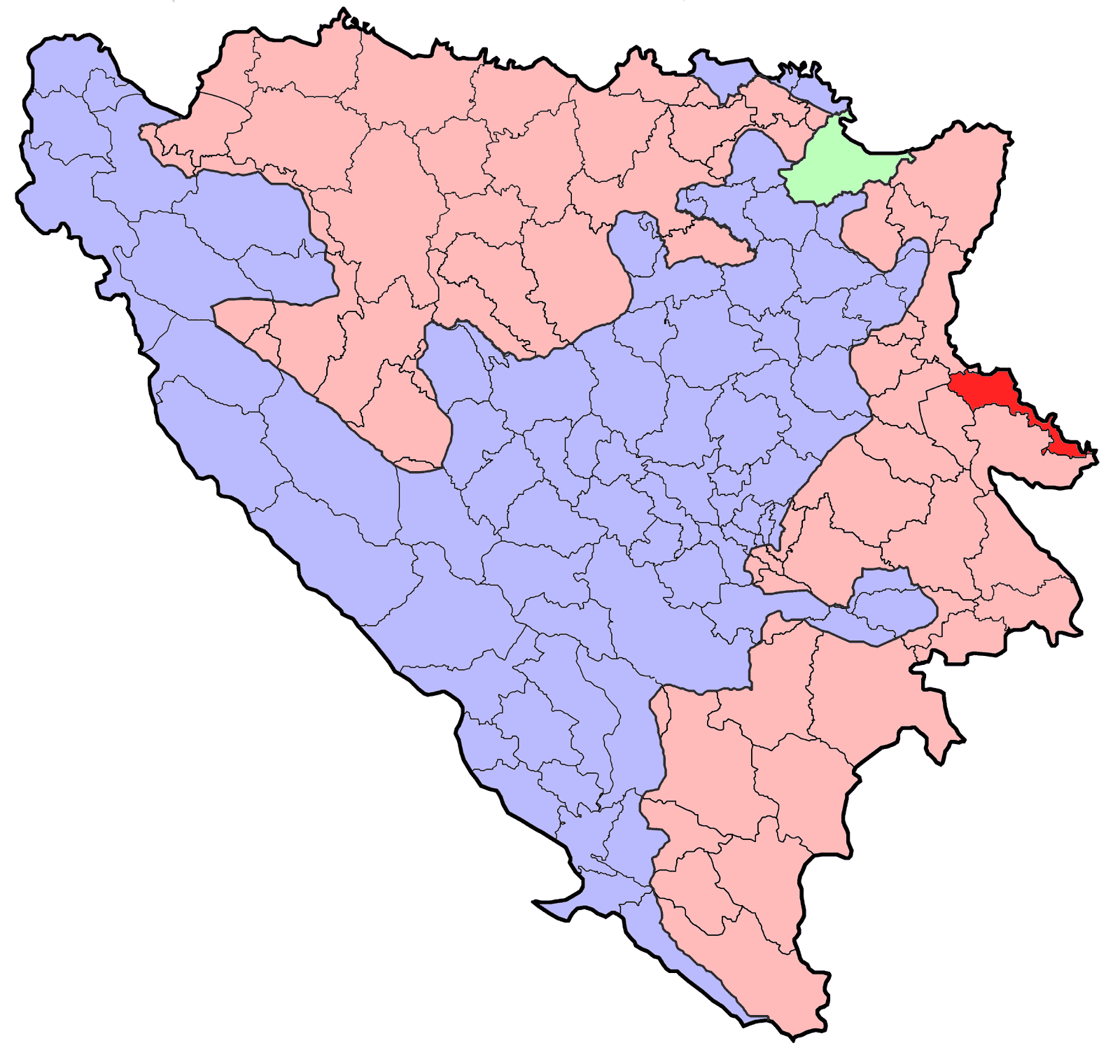
Localisation de la municipalité de Bratunac en Bosnie-Herzégovine

La municipalité de Bratunac compte 50 localités :
| - Abdulići - Banjevići - Biljača - Bjelovac - Blječeva - Boljevići - Brana Bačići - Bratunac - Dubravice - Fakovići | - Glogova - Hranča - Hrnčići - Jagodnja - Jaketići - Jelah - Ježeštica - Joševa - Konjevići - Krasanovići | - Kravica - Lipenovići - Loznica - Magašići - Mihaljevići - Mlečva - Mratinci - Oćenovići - Opravdići - Pirići | - Pobrđe - Pobuđe - Podčauš - Polom - Rakovac - Repovac - Sikirić - Slapašnica - Stanatovići - Suha | - Šiljkovići - Tegare - Urkovići - Vitkovići - Voljavica - Vraneševići - Zagoni - Zalužje - Zapolje - Žlijebac |

## Démographie

### Villeintra muros

#### Évolution historique de la population dans la villeintra muros
| 1948 | 1953 | 1961  | 1971  | 1981  | 1991  | 2013  |
| ---- | ---- | ----- | ----- | ----- | ----- | ----- |
| -    | -    | 2 491 | 2 716 | 5 515 | 7 695 | 8 359 |

|  |

### Municipalité

#### Évolution historique de la population dans la municipalité
| 1971   | 1981   | 1991   | 2013   |
| ------ | ------ | ------ | ------ |
| 26 513 | 30 333 | 33 619 | 21 619 |

#### Répartition de la population par nationalités dans la municipalité (1991)
En 1991, sur un total de 33 619 habitants, la population se répartissait de la manière suivante :

## Politique
À la suite des élections locales de 2012, les 25 sièges de l'assemblée municipale se répartissaient de la manière suivante :
| Parti                                                                       | Sièges |
| --------------------------------------------------------------------------- | ------ |
| Parti d'action démocratique (SDA) - Parti pour la Bosnie-Herzégovine (SBiH) | 4      |
| Parti démocratique serbe (SDS)                                              | 4      |
| Alliance démocratique nationale (DNS)                                       | 3      |
| Alliance des sociaux-démocrates indépendants (SNSD)                         | 3      |
| Parti du progrès démocratique (PDP)                                         | 2      |
| Alliance pour une République serbe démocratique (SzDS)                      | 2      |
| Parti social-démocrate (SDP)                                                | 1      |
| Parti progressiste serbe (SNS)                                              | 1      |
| Parti socialiste (SP)                                                       | 1      |
| Parti radical serbe (SRS)                                                   | 1      |
| Parti démocratique (DP)                                                     | 1      |
| Parti des retraités unis (PUP)                                              | 1      |
| Parti démocratique national (NDS)                                           | 1      |

Nedeljko Mlađenović, membre du Parti démocratique serbe (SDS), a été élu maire de la municipalité.